# Baltimora
Baltimora là một chi thực vật có hoa trong họ Cúc (Asteraceae).

## Loài
Chi Baltimora gồm các loài: